# DierAnimal
DierAnimal ist eine Tierschutzpartei in Belgien. Sie ist zweisprachig und die Farbe der Partei ist Türkis. Ihr Hauptthema ist der Tier- und Artenschutz, außerdem ist ihnen die Umwelt wichtig. Die Partei ist bereits die 19. Partei weltweit, die Tierinteressen und -rechte anerkennt und verteidigt. Die Partei stellt die Position des Planeten und all ihrer Bewohner in den Mittelpunkt.

## Geschichte
DierAnimal wurde 2017 gegründet und ist eine Schwesterpartei der niederländischen Partij voor de Dieren (PvdD).  DierAnimal nahm zum ersten Mal an den belgischen Bundes- und Regionalwahlen 2019 teil, bei denen Victoria Austraet mit 5113 Stimmen einen Sitz in der Region Brüssel-Hauptstadt errang. Im Mai 2020 wurde sie jedoch aus der Partei ausgeschlossen und wechselte im März 2024 zur französischsprachigen grünen Partei Ecolo. Seit 2019 erreichte die Partei keine weiteren Sitze in Regionalwahlen.

## Wahlergebnisse
| Jahr | Stimmen | Anteil | Mandate | Platz |
| ---- | ------- | ------ | ------- | ----- |
| 2019 | 36.944  | 0,87 % | 0/124   | 8.    |
| 2024 | 8.485   | 0,19 % | 0/124   | 12.   |

| Jahr | Stimmen | Anteil | Mandate | Platz |
| ---- | ------- | ------ | ------- | ----- |
| 2019 | 18.417  | 0,91 % | 0/75    | 10.   |

| Jahr | Stimmen | Anteil | Mandate | Platz |
| ---- | ------- | ------ | ------- | ----- |
| 2019 | 5.804   | 1,27 % | 1/89    | 15.   |

| Jahr | Stimmen | Anteil | Mandate | Platz |
| ---- | ------- | ------ | ------- | ----- |
| 2019 | 47.733  | 0,70 % | 0/150   | 14.   |
| 2024 | 10.341  | 0,15 % | 0/150   | 19.   |

| Jahr | Stimmen | Anteil | Mandate | Platz |
| ---- | ------- | ------ | ------- | ----- |
| 2019 | 606     | 0,01 % | 0/21    | 17.   |